# Valérie Mairesse

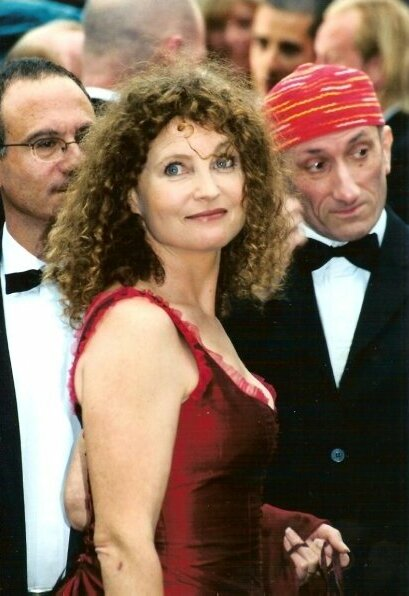
Valérie Mairesse in Cannes 2001

Valérie Mairesse (* 8. Juni 1954 in Paris) ist eine französische Schauspielerin.

## Leben
Mairesse kam im Alter von fünf Jahren nach Marokko und kehrte 17-jährig nach Frankreich zurück. Nach kurzer Ausbildung am Cours Simon wurde sie Bühnenschauspielerin und trat ab 1974 auch beim Film auf.
Bekanntheit erlangte sie 1977 als eine der beiden Hauptdarstellerinnen in dem Selbstfindungsstück Die eine singt, die andere nicht. Danach wirkte sie in verschiedenen Komödien, Krimis und Dramen mit, darunter als getarnte Polizistin Sylvette in Die Regenschirmmörder. Für ihre Darstellung der Esther in Rollenspiele wurde sie 1978 für einen César als beste Nebendarstellerin nominiert. Im Jahr 1998 nominierte man sie für den Theaterpreis Molière als beste Nebendarstellerin in La Surprise de l’amour.

## Filmografie

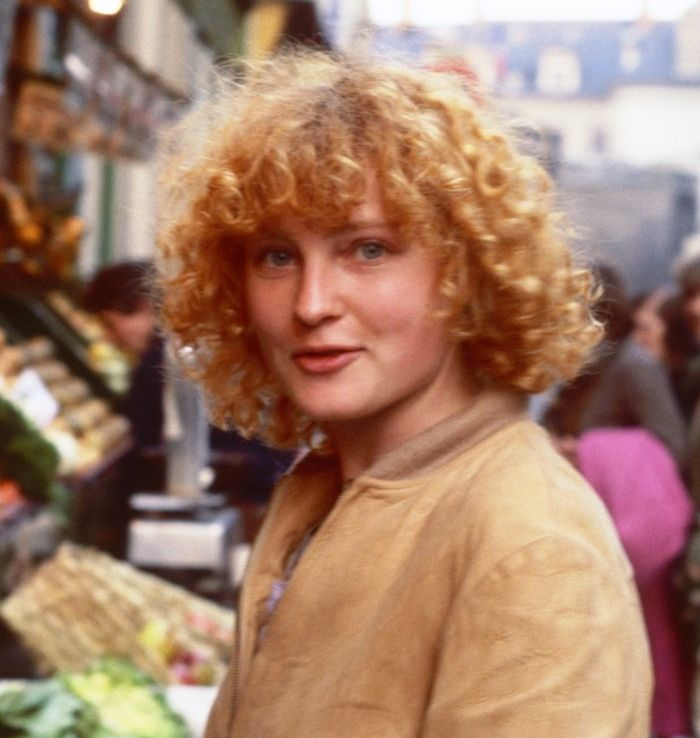
Valérie Mairesse 1978

- 1975: Die Entfesselten (L’Agression)
- 1975: Quartett Bestial (Sept morts sur ordonnance)
- 1975: Adieu, Bulle (Adieu poulet)
- 1976: Ein Tolpatsch auf Abwegen (On aura tout vu!)
- 1976: Die wilden Mahlzeiten (René la canne)
- 1977: Die eine singt, die andere nicht (L’Une chante, l’autre pas)
- 1977: Rollenspiele (Repérages)
- 1980: Zwei Kamele auf einem Pferd (C’est pas moi, c’est lui)
- 1980: Die Regenschirmmörder (Le Coup du parapluie)
- 1982: Die verrücktesten 90 Minuten vor Christi Geburt (Deux heures moins le quart avant Jésus-Christ)
- 1983: Ticket ins Chaos (Banzaï)
- 1984: Großstadthölle – Gehetzt und gejagt (Les Fauves)
- 1986: Opfer (Offret)
- 1989: Rosso veneziano – Eine mörderische Affäre (Rouge Venise)
- 1990: Amelia Lopes O’Neill (Amelia López O’Neill)
- 1992: Wer ist jetzt der Boß (Sup de fric)
- 1993: Tödliche Dosis (Dose mortelle)
- 2002: Trilogie: Après la vie – Nach dem Leben (Après la vie)
- 2002: Ein tolles Paar (Un couple épatant)
- 2002: Mutterseelenallein (Froid comme l’été)
- 2006: Jedem seine Nacht (Chacun sa nuit)
- 2007: Endlich Witwe (Enfin veuve)
- 2008: La Saison des orphelins
- 2008: Was Liebe heißt (Sa raison d‘être)
- 2008: Musée haut, musée bas
- 2010–2012: Nouvelle Maud (TV-Serie, zwölf Folgen)
- 2011: Tu seras mon fils
- 2012: Par amour
- 2013: Profiling Paris (Profilage, TV-Serie, eine Folge)
- 2014: Brèves de comptoir
- 2014: Scènes de ménages (TV-Serie, eine Folge)

## Theaterauftritte (Auswahl)
- 1981: Bunny’s bar von Josiane Balasko
- 1985: La Femme du boulanger von Marcel Pagnol
- 1988: L’Ex-femme de ma vie von Josiane Balasko
- 1989: Der Bürger als Edelmann (Le Bourgeois gentilhomme) von Molière, Théâtre national de Chaillot
- 1993: Quadrille von Sacha Guitry, Comédie de Saint-Etienne
- 1997: La Surprise de l’amour von Pierre Carlet de Marivaux, Théâtre Silvia Monfort
- 1999: Der eingebildete Kranke (Le Malade imaginaire) von Molière, Théâtre Silvia Monfort
- 2005: Die Vagina-Monologe (The Vagina Monologues) von Eve Ensler, Théâtre de Paris
- 2009: Die Katze im Sack (Chat en poche) von Georges Feydeau, Théâtre Saint-Georges
- 2011: Die Vagina-Monologe (The Vagina Monologues) von Eve Ensler, Théâtre Michel
- 2012: Pouic-Pouic von Jacques Vilfrid und Jean Girault, Théâtre des Bouffes-Parisiens

## Auszeichnungen
- 1978: Nominierung für den César in der Kategorie Beste Nebendarstellerin für Rollenspiele
- 1988: Nominierung für den Molière als Beste Nebendarstellerin in La Surprise de l’amour